# Імір (супутник)
Імір (Сатурн XIX; лат. Ymir, давньоскан. Ýmir) — шістдесятий за віддаленістю від планети природний супутник Сатурна. Відкритий 7 серпня 2000 року Бреттом Гледменом, Джоном Кавеларсом, Ж.-М. Петі, Гансом Шолем, Метью Голменом, Браяном Марсденом, Філіпом Ніколсоном і Джозефом Бернсом в обсерваторії Ла-Сілья.
Назву супутник отримав у серпні 2003 року (до цього він мав тимчасове позначення S/2000 S 1). У скандинавській міфології Імір (Аургельмір) — льодяний велетень (йотун), перша жива істота, від якої був створений світ.
Імір належить до скандинавської групи нерегулярних супутників Сатурна (підгрупа Феби).

## Корисні посилання
- Супутники Сатурна. Дані Інституту астрономії [Архівовано 15 травня 2011 у Wayback Machine.](англ.)
- Циркуляр МАС № 7512: S/2000 S 1, S/2000 S 2(англ.)
- Циркуляр МАС № 8177: Супутники Юпітера, Сатурна і Урана(англ.) (назви нових супутників)
- Електронний циркуляр ЦМП № 2000-Y45 2000-Y15: S/2000 S 1, S/2000 S 2, S/2000 S 7, S/2000 S 8, S/2000 S 9 [Архівовано 15 квітня 2002 у Wayback Machine.](англ.)
- Супутники Сонячної системи — Імір [Архівовано 31 жовтня 2007 у Wayback Machine.](англ.)(пол.)